# Mo Collins
Pour les articles homonymes, voir Collins.
Maureen Ann Collins dit Mo Collins (née le 7 juillet 1965  à  Minneapolis dans l'État du Minnesota aux États-Unis) est une actrice américaine.

## Biographie
Elle a notamment fait partie du casting du Mad TV de 1998 à 2004
mais a également incarné des personnes existantes tels que :
- Alyson Hannigan
- Angelina Jolie
- Barbara Bush
- Catherine Hicks
- Courteney Cox
- Cher
- Cynthia Nixon
- Diane Sawyer
- Dina Lohan
- Emily Robison
- Hillary Clinton
- Jane Kaczmarek
- Jennie Garth
- Jennifer Garner
- Jennifer Lopez
- Kate Hudson
- Lauren Graham
- Madonna
- Marisa Tomei
- Mary Hart
- Nicole Kidman
- Pamela Anderson
- Paris Hilton
- Pink
- Sandra Bullock
- Shania Twain
- Shakira
- Sharon Gless
- Sharon Osbourne

## Filmographie  sélective

### Cinéma
- 1996 : La Course au jouet de Brian Levant : Mother on Phone
- 2003 : Detective Fiction de Patrick Coyle : Jennifer Hannan
- 2004 : Jiminy Glick in Lalawood de Vadim Jean : Sharon
- 2005 : 40 ans, toujours puceau de Judd Apatow : Gina
- 2006 : Danny Roane: First Time Director de Andy Dick : Deidra Fennigan
- 2006 : Puff, Puff, Pass de Mekhi Phifer : Linda
- 2007 : Cook-Off ! de Guy Shalem : Van Rookle Farms Housewife
- 2007 : En cloque, mode d'emploi de Judd Apatow : la doctoresse
- 2007 : Cougar Club de Christopher Duddy : Cindy Conrad
- 2007 : Carts de Chris Cashman : Hilda
- 2009 : Flying By de Jim Amatulli : Kate
- 2011 : Division III: Football's Finest de Marshall Cook : Georgia Anne Whistler
- 2011 : And They're Off de Rob Schiller
- 2014 : Break Point de Jay Karas : Barry's Mom
- 2016 : Dirty Papy de Dan Mazer : l'officier Finch

### Télévision

#### Séries télévisées
- 1998 : 2009 : MADtv : 153 épisodes
- 2000 : La Famille de mes rêves : What I Like About You (saison 1 épisode 2) : Tammy
- 2000 : Ginger : Hello Stranger (saison 1 épisode 7) : Nurse (voix)
- 2000 : Les Griffin : La vengeance d'une ronde  (saison 2 épisode 15) : voix
- 2001 : Voilà ! : La Cochonne à cadeau (saison 5 épisode 11) : Robin
- 2001 : Ally McBeal : La Grande évasion (saison 4 épisode 16) : Flight Attendent
- 2001 : 2003  : Invader Zim : 13 épisodes (voix)
- 2003 : Less Than Perfect : Claude the Terminator (saison 2 épisode 11) : Toni St. George
- 2004 : Girlfriends : New York Unbound (saison 4 épisode 24) : Naisa Johnson
- 2004 : Mes parrains sont magiques : Crash Nebula (saison 5 épisode 1) : Ma Speevak (voix)
- 2004 : Six Feet Under : Secrets intimes (saison 4 épisode 4) : Nancy Freymire
- 2004-2005 : Arrested Development : Starla (5 épisodes)
- 2005 : Fat Actress : Holy Lesbo Batman (saison 1 épisode 3) : Female Prison Guard
- 2005 : Joey : Le Cours pour débutants  (saison 2 épisode 6) : Ms. Lafferty
- 2005 : Sept à la maison : Révélation tardive (saison 10 épisode 8) : Ellen
- 2005 : Larry et son nombril : Le Remonte pente (saison 5 épisode 8) : Lisa Thompson$
- 2005 : Les Griffin : Par ici la bonne coupe (saison 4 épisode 9) : Mom in Supermarket / Woman #1 in Book Club (voix)
- 2005 : Les Griffin : Les vieux sont tombés sur la tête (saison 4 épisode 16) : Ms. Hobson / Kim Cattrall (voix)
- 2006 : Les Héros d'Higglyville  : Kip Gets Swing Fever/Wayne's Pieces of Gold (saison 2 épisode 2) : Science Fair Judge (voix)
- 2007 : iThunes  (saison 1 épisodes 1 et 2)
- 2007-2008 : Ned ou Comment survivre aux études : iTeacher (5 épisodes)
- 2007 : Californication : Un seul être vous manque (saison 1 épisode 11) : Victoria
- 2007 : Les Rois du Texas : Ms. Clark / Ella / Melinda (voix)
- 2008 : Pushing Daisies : Des sœurs et des truffes (saison 2 épisode 3) : Sister Larue
- 2008 : According to Jim : Emily (4 épisodes)
- 2009 : The Goode Family : Pilot (saison 1 épisode 1) :Checker / Lucy (voix)
- 2009 : Modern Family : En garde (saison 1 épisode 7) : Denise
- 2010 : Les Griffin : La joyeuse ferme (saison 8 épisode 13) : voix
- 2010-2011 : Men of a Certain Age : Laura (5 épisodes)
- 2011 : Love Bites : Too Much Information (saison 1 épisode 6) : Nurse Sue
- 2011 : Suburgatory : Le Dindon de la farce (saison 1 épisode 8) : Trish Shay
- 2011 : Chuck : Noël à la CIA (saison 5 épisode 7) : Colonel Caroline Haim
- 2012 : Le Monde selon Tim : Pudding Boy (saison 3 épisode 6) : Police Officer (voix)
- 2012 : Phinéas et Ferb : L'attracteur de Maman / Baljeet super génie  (saison 3 épisode 28) : voix
- 2012 : Ave 43 (5 épisodes) : Joy Maybower
- 2013 : Pound Puppies : No More S'mores (saison 3 épisodes 19 et 21) : Lenore / Jen / Pat (voix)
- 2014 : The Greatest Event in Television History : Bosom Buddies (saison 1 épisode 4) : Ruth
- 2014 : Sullivan and Son : Everybody Loved Frank (saison 3 épisode 2) : Lilly
- 2009-2015 : Parks and Recreation : Joan Callamezzo (19 épisodes)
- 2015 : Other Space : Into the Great Beyond... Beyond (saison 1 épisodes 1 et 2) : Helen Woolworth
- 2015 : F'd : Shortly Before the End (saison 1 épisode 6) : Nancy
- 2015 : Pig Goat Banana Cricket : Gauntlet of Humiliation (saison 1 épisode 10) : Feral Ann / Sally Salad / Beautiful Woman / Owl Contestant (voix)
- 2014-2015 : Sheriff Callie's Wild West : Ella / Abigail (30 épisodes)
- 2015 : Bienvenue chez les Huang : The Big 1 - 2 (saison 2 épisode 7) : Christa
- 2015 : Clash-A-Rama : Narrateur (voix) (4 épisodes)
- 2015 - 2021 : F Is for Family : voix (16 épisodes)
- 2016-2017 : Lady Dynamite : Susan (14 épisodes)
- 2017-2023 :  Le monde de Bingo et Rolly : Jan 2.0 / Autres voix
- 2018 - 2023 : Fear the Walking Dead : Sarah (depuis la saison 4 - en cours)
- Depuis 2025 : Les Simpson : Jimbo (depuis la saison 36 - en cours)

### Téléfilms
- 2006 : Crapshoot de Jim Breuer : Funny Lady
- 2006 : Untitled Patricia Heaton Project de Ted Wass : Mary Grey-White
- 2007 : Wildlife de Tucker Gates
- 2007 : Frangela de David Steinberg : Dr Judy Green
- 2008 : David's Situation de Bob Odenkirk : Celine